# 東菲士蘭的安娜·瑪麗亞
東菲士蘭的安娜·瑪麗亞（德語：Anna Maria von Ostfriesland，1601年6月23日—1634年2月15日），梅克倫堡公爵夫人，東菲士蘭伯爵埃諾三世的女兒。

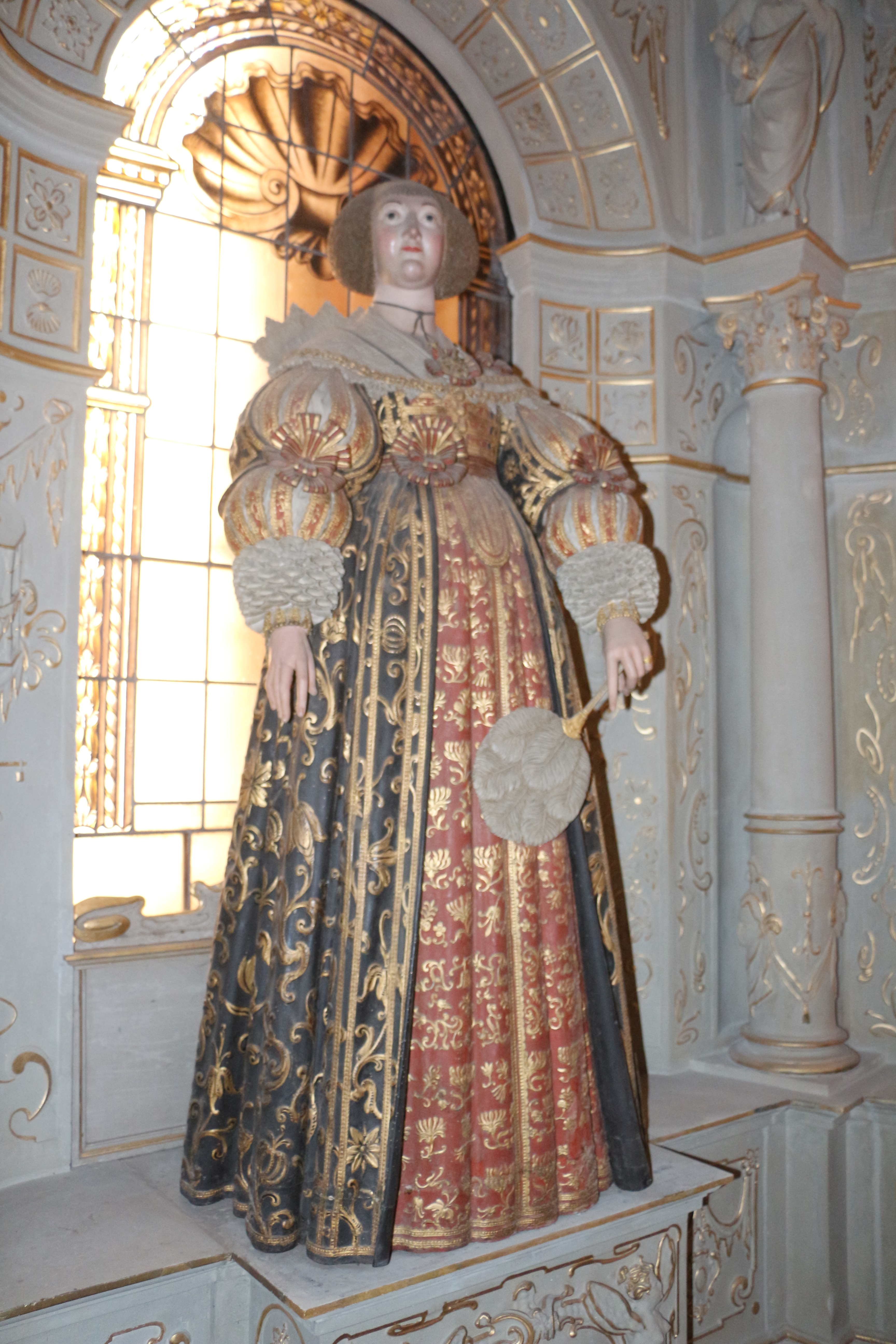

## 家庭
1622年，安娜·瑪麗亞和阿道夫·腓特烈一世結婚，兩人共有3子1女：
1. 克里斯蒂安（1623年—1692年）
2. 卡爾（1626年—1670年）
3. 安娜·瑪麗亞（1627年—1669年）
4. 約翰·格奧爾格（德语：Johann Georg (Mecklenburg)）（1629年—1675年）